# 龙陵半叶趾虎
龙陵半叶趾虎（学名：Hemiphyllodactylus longlingensis）一种发现于中华人民共和国云南省龙陵县的壁虎，隶属于壁虎科半叶趾虎属。
其种加词“longlingensis”意为“云南省龙陵县的”。

## 分类地位
本种最初被作为云南半叶趾虎（Hemiphyllodactylus yunnanensis）的一个亚种发表。之后有学者通过基因研究，认为本种应为独立物种。

## 形态特征
正模标本雄性，全长74.5毫米。前足第2～5趾扩大部趾下瓣3333对，后足第3～5趾第四对趾下瓣不达趾缘。

## 保护
本种于2023年被收录入《有重要生态、科学、社会价值的陆生野生动物名录》。